# Llista d'asteroides/193001-193100
| Nom      | Designació provisional | Data de descobriment | Lloc de descobriment | Descobridor/s |
| -------- | ---------------------- | -------------------- | -------------------- | ------------- |
| 193001 - | 2000 DZ114             | 27 de febrer de 2000 | Kitt Peak            | Spacewatch    |
| 193002 - | 2000 DZ116             | 25 de febrer de 2000 | Kitt Peak            | Spacewatch    |
| 193003 - | 2000 EO2               | 3 de març de 2000    | Socorro              | LINEAR        |
| 193004 - | 2000 EJ5               | 2 de març de 2000    | Kitt Peak            | Spacewatch    |
| 193005 - | 2000 ER5               | 2 de març de 2000    | Kitt Peak            | Spacewatch    |
| 193006 - | 2000 ES9               | 3 de març de 2000    | Socorro              | LINEAR        |
| 193007 - | 2000 ER11              | 4 de març de 2000    | Socorro              | LINEAR        |
| 193008 - | 2000 EH16              | 3 de març de 2000    | Socorro              | LINEAR        |
| 193009 - | 2000 EA18              | 4 de març de 2000    | Socorro              | LINEAR        |
| 193010 - | 2000 EJ18              | 4 de març de 2000    | Socorro              | LINEAR        |
| 193011 - | 2000 EO19              | 5 de març de 2000    | Socorro              | LINEAR        |
| 193012 - | 2000 EV25              | 8 de març de 2000    | Kitt Peak            | Spacewatch    |
| 193013 - | 2000 EP26              | 8 de març de 2000    | Socorro              | LINEAR        |
| 193014 - | 2000 EC33              | 5 de març de 2000    | Socorro              | LINEAR        |
| 193015 - | 2000 EN37              | 8 de març de 2000    | Socorro              | LINEAR        |
| 193016 - | 2000 EQ38              | 8 de març de 2000    | Socorro              | LINEAR        |
| 193017 - | 2000 EF42              | 8 de març de 2000    | Socorro              | LINEAR        |
| 193018 - | 2000 EV42              | 8 de març de 2000    | Socorro              | LINEAR        |
| 193019 - | 2000 EX42              | 8 de març de 2000    | Socorro              | LINEAR        |
| 193020 - | 2000 EE51              | 3 de març de 2000    | Kitt Peak            | Spacewatch    |
| 193021 - | 2000 EU52              | 3 de març de 2000    | Kitt Peak            | Spacewatch    |
| 193022 - | 2000 EA57              | 8 de març de 2000    | Socorro              | LINEAR        |
| 193023 - | 2000 ET57              | 8 de març de 2000    | Socorro              | LINEAR        |
| 193024 - | 2000 ET60              | 10 de març de 2000   | Socorro              | LINEAR        |
| 193025 - | 2000 EQ61              | 10 de març de 2000   | Socorro              | LINEAR        |
| 193026 - | 2000 EJ66              | 10 de març de 2000   | Socorro              | LINEAR        |
| 193027 - | 2000 EX67              | 10 de març de 2000   | Socorro              | LINEAR        |
| 193028 - | 2000 EX70              | 10 de març de 2000   | Catalina             | CSS           |
| 193029 - | 2000 EB74              | 10 de març de 2000   | Kitt Peak            | Spacewatch    |
| 193030 - | 2000 EU74              | 11 de març de 2000   | Kitt Peak            | Spacewatch    |
| 193031 - | 2000 EV76              | 5 de març de 2000    | Socorro              | LINEAR        |
| 193032 - | 2000 ED80              | 5 de març de 2000    | Socorro              | LINEAR        |
| 193033 - | 2000 EV91              | 9 de març de 2000    | Socorro              | LINEAR        |
| 193034 - | 2000 ED115             | 10 de març de 2000   | Kitt Peak            | Spacewatch    |
| 193035 - | 2000 EH127             | 11 de març de 2000   | Anderson Mesa        | LONEOS        |
| 193036 - | 2000 EP127             | 11 de març de 2000   | Anderson Mesa        | LONEOS        |
| 193037 - | 2000 ET128             | 11 de març de 2000   | Anderson Mesa        | LONEOS        |
| 193038 - | 2000 ER130             | 11 de març de 2000   | Anderson Mesa        | LONEOS        |
| 193039 - | 2000 ES133             | 11 de març de 2000   | Anderson Mesa        | LONEOS        |
| 193040 - | 2000 EC160             | 3 de març de 2000    | Socorro              | LINEAR        |
| 193041 - | 2000 ER160             | 3 de març de 2000    | Socorro              | LINEAR        |
| 193042 - | 2000 EO162             | 3 de març de 2000    | Socorro              | LINEAR        |
| 193043 - | 2000 EF174             | 4 de març de 2000    | Socorro              | LINEAR        |
| 193044 - | 2000 FL2               | 25 de març de 2000   | Kitt Peak            | Spacewatch    |
| 193045 - | 2000 FE6               | 25 de març de 2000   | Kitt Peak            | Spacewatch    |
| 193046 - | 2000 FS8               | 29 de març de 2000   | Kitt Peak            | Spacewatch    |
| 193047 - | 2000 FW11              | 28 de març de 2000   | Socorro              | LINEAR        |
| 193048 - | 2000 FW14              | 29 de març de 2000   | Socorro              | LINEAR        |
| 193049 - | 2000 FJ27              | 27 de març de 2000   | Anderson Mesa        | LONEOS        |
| 193050 - | 2000 FS28              | 27 de març de 2000   | Anderson Mesa        | LONEOS        |
| 193051 - | 2000 FB29              | 27 de març de 2000   | Anderson Mesa        | LONEOS        |
| 193052 - | 2000 FE33              | 29 de març de 2000   | Socorro              | LINEAR        |
| 193053 - | 2000 FE39              | 29 de març de 2000   | Socorro              | LINEAR        |
| 193054 - | 2000 FR43              | 29 de març de 2000   | Socorro              | LINEAR        |
| 193055 - | 2000 FJ45              | 29 de març de 2000   | Socorro              | LINEAR        |
| 193056 - | 2000 FY50              | 29 de març de 2000   | Kitt Peak            | Spacewatch    |
| 193057 - | 2000 FR51              | 29 de març de 2000   | Kitt Peak            | Spacewatch    |
| 193058 - | 2000 FE64              | 29 de març de 2000   | Socorro              | LINEAR        |
| 193059 - | 2000 FS66              | 25 de març de 2000   | Kitt Peak            | Spacewatch    |
| 193060 - | 2000 GL                | 2 d'abril de 2000    | Prescott             | P. G. Comba   |
| 193061 - | 2000 GP                | 1 d'abril de 2000    | Kitt Peak            | Spacewatch    |
| 193062 - | 2000 GJ5               | 4 d'abril de 2000    | Socorro              | LINEAR        |
| 193063 - | 2000 GF7               | 4 d'abril de 2000    | Socorro              | LINEAR        |
| 193064 - | 2000 GD9               | 5 d'abril de 2000    | Socorro              | LINEAR        |
| 193065 - | 2000 GB12              | 5 d'abril de 2000    | Socorro              | LINEAR        |
| 193066 - | 2000 GW13              | 5 d'abril de 2000    | Socorro              | LINEAR        |
| 193067 - | 2000 GZ13              | 5 d'abril de 2000    | Socorro              | LINEAR        |
| 193068 - | 2000 GE15              | 5 d'abril de 2000    | Socorro              | LINEAR        |
| 193069 - | 2000 GS17              | 5 d'abril de 2000    | Socorro              | LINEAR        |
| 193070 - | 2000 GB21              | 5 d'abril de 2000    | Socorro              | LINEAR        |
| 193071 - | 2000 GJ23              | 5 d'abril de 2000    | Socorro              | LINEAR        |
| 193072 - | 2000 GF24              | 5 d'abril de 2000    | Socorro              | LINEAR        |
| 193073 - | 2000 GN25              | 5 d'abril de 2000    | Socorro              | LINEAR        |
| 193074 - | 2000 GF26              | 5 d'abril de 2000    | Socorro              | LINEAR        |
| 193075 - | 2000 GX29              | 5 d'abril de 2000    | Socorro              | LINEAR        |
| 193076 - | 2000 GT30              | 5 d'abril de 2000    | Socorro              | LINEAR        |
| 193077 - | 2000 GV30              | 5 d'abril de 2000    | Socorro              | LINEAR        |
| 193078 - | 2000 GB31              | 5 d'abril de 2000    | Socorro              | LINEAR        |
| 193079 - | 2000 GD34              | 5 d'abril de 2000    | Socorro              | LINEAR        |
| 193080 - | 2000 GW36              | 5 d'abril de 2000    | Socorro              | LINEAR        |
| 193081 - | 2000 GZ36              | 5 d'abril de 2000    | Socorro              | LINEAR        |
| 193082 - | 2000 GS37              | 5 d'abril de 2000    | Socorro              | LINEAR        |
| 193083 - | 2000 GD44              | 5 d'abril de 2000    | Socorro              | LINEAR        |
| 193084 - | 2000 GA53              | 5 d'abril de 2000    | Socorro              | LINEAR        |
| 193085 - | 2000 GO63              | 5 d'abril de 2000    | Socorro              | LINEAR        |
| 193086 - | 2000 GP64              | 5 d'abril de 2000    | Socorro              | LINEAR        |
| 193087 - | 2000 GW73              | 5 d'abril de 2000    | Socorro              | LINEAR        |
| 193088 - | 2000 GV74              | 5 d'abril de 2000    | Socorro              | LINEAR        |
| 193089 - | 2000 GE76              | 5 d'abril de 2000    | Socorro              | LINEAR        |
| 193090 - | 2000 GF80              | 6 d'abril de 2000    | Socorro              | LINEAR        |
| 193091 - | 2000 GP80              | 6 d'abril de 2000    | Socorro              | LINEAR        |
| 193092 - | 2000 GN99              | 7 d'abril de 2000    | Socorro              | LINEAR        |
| 193093 - | 2000 GJ103             | 7 d'abril de 2000    | Socorro              | LINEAR        |
| 193094 - | 2000 GT110             | 2 d'abril de 2000    | Anderson Mesa        | LONEOS        |
| 193095 - | 2000 GB112             | 3 d'abril de 2000    | Anderson Mesa        | LONEOS        |
| 193096 - | 2000 GD113             | 5 d'abril de 2000    | Socorro              | LINEAR        |
| 193097 - | 2000 GE115             | 8 d'abril de 2000    | Socorro              | LINEAR        |
| 193098 - | 2000 GM118             | 3 d'abril de 2000    | Kitt Peak            | Spacewatch    |
| 193099 - | 2000 GW119             | 5 d'abril de 2000    | Kitt Peak            | Spacewatch    |
| 193100 - | 2000 GN121             | 6 d'abril de 2000    | Kitt Peak            | Spacewatch    |